# Акант (растение)
Ака́нт, или акантус, также аканф, аканфа (др.-греч. ἄ-καμπτος, ἄκανθα — «негибкий», шип, колючка, (лат. acanthus) — род растений семейства Акантовые (Acanthaceae), произрастающих в тропических и субтропических регионах Старого Света, с наибольшей видовой плотностью в регионе Средиземноморья и Азии.

## Ботаническое описание
Многолетние травянистые растения, реже полукустарники, высотой от 40 см до 2 м, с колючими листьями.
Цветки белые или пурпурные, собраны в кисть.

## Культивирование

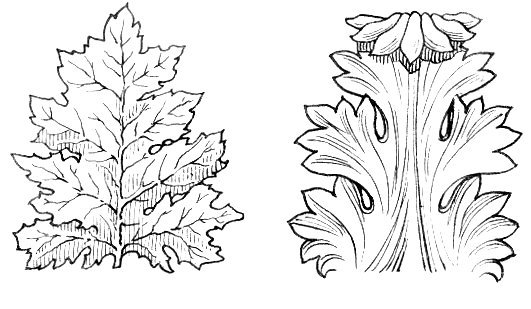
Лист аканта (слева) и деталь капители коринфского ордера в виде листа аканта

Некоторые виды, например, Acanthus spinosus и Акант мягкий (Acanthus mollis), выращивают как декоративные.
Особенная разновидность листа аканта c острыми, колючими листьями (лат. acanthus mollis), или «медвежья лапа», послужил основой для архитектурного декора и элемента орнамента с тем же названием «Акант».

## Символика
Символика аканта многозначна. Древние греки считали, что акант растёт на могилах героев. Так, по одной из версий, появился орнаментальный мотив на коринфских капителях. Однако известно, что «у древних были венки позора: на доносчиков и обманщиков надевали венки из аканта (травянистого растения), на прелюбодеев — из овечьей шерсти».
В Средние века средневековом искусстве изображение аканта ассоциировалось с чертополохом и терновым венцом, напоминающем о страданиях Христа. Поэтому такой мотив был одновременно символом жизни, динамики, роста и осознания греха, боли, сострадания к ближнему. «Именно такой смысл, параллельный письменному тексту, приобрёл мотив аканта в книжной миниатюре средневековья, в частности, винчестерской и парижской школ». Подобная символика усиливалась древним поверьем в то, что лист аканта — «это рог растущей луны» .

## Виды

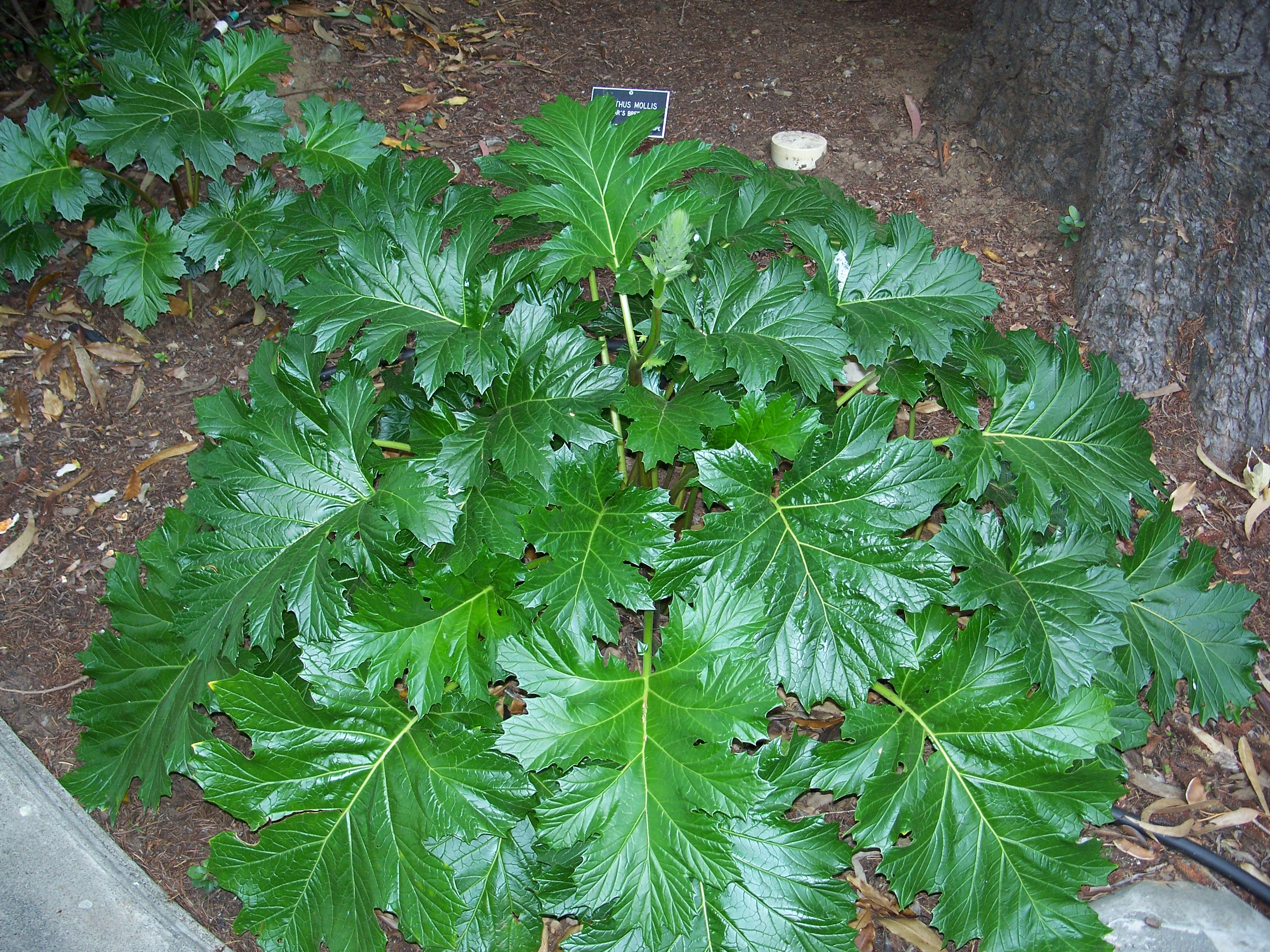
Листья аканта мягкого

По информации базы данных The Plant List (2013), род включает 29 видов:
- Acanthus arboreus Forssk.
- Acanthus austromontanus Vollesen
- Acanthus carduaceus Griff.
- Acanthus caudatus Lindau
- Acanthus dioscoridis L. — Акант Диоскорида
- Acanthus ebracteatus Vahl
- Acanthus eminens C.B.Clarke
- Acanthus flexicaulis Bremek
- Acanthus gaed Lindau
- Acanthus greuterianus Snogerup, B.Snogerup & Strid
- Acanthus guineensis Heine & P.Taylor
- Acanthus hirsutus Boiss.
- Acanthus hungaricus (Borbás) Baen. — Акант венгерский [syn.  Acanthus balcanicus — Акант балканский]
- Acanthus ilicifolius L. — Акант падуболистный
- Acanthus kulalensis Vollesen
- Acanthus latisepalus C.B.Clarke
- Acanthus leucostachyus Wall. ex Nees
- Acanthus longibracteatus Kurz
- Acanthus mayaccanus Büttner
- Acanthus mollis L. typus[1] — Акант мягкий, или Акант остролистный
- Acanthus montanus (Nees) T.Anderson — Акант горный
- Acanthus polystachius Delile — Акант многощетинковый
- Acanthus sennii Chiov.
- Acanthus seretii De Wild.
- Acanthus spinosus L.
- Acanthus ueleensis De Wild.
- Acanthus villaeanus De Wild.
- Acanthus volubilis Wall.
- Acanthus xiamenensis R.T.Zhang

Ещё некоторое число видовых названий этого рода имеют в The Plant List (2013) статус unresolved name, то есть относительно этих названий нельзя однозначно сказать, следует ли их свести в синонимику других видов — либо их следует использовать как названия самостоятельных видов.